# Mugiliformes
Mugiliformes é uma pequena ordem de peixes Percomorpha do clado Ovalentaria.
Esta ordem é reconhecida pelo Catalog of Fishes (2025). Ela contém apenas duas famílias:
- Mugilidae Jarocki, 1822[5] (57 espécies)
- Ambassidae Klunzinger, 1870(75 espécies)

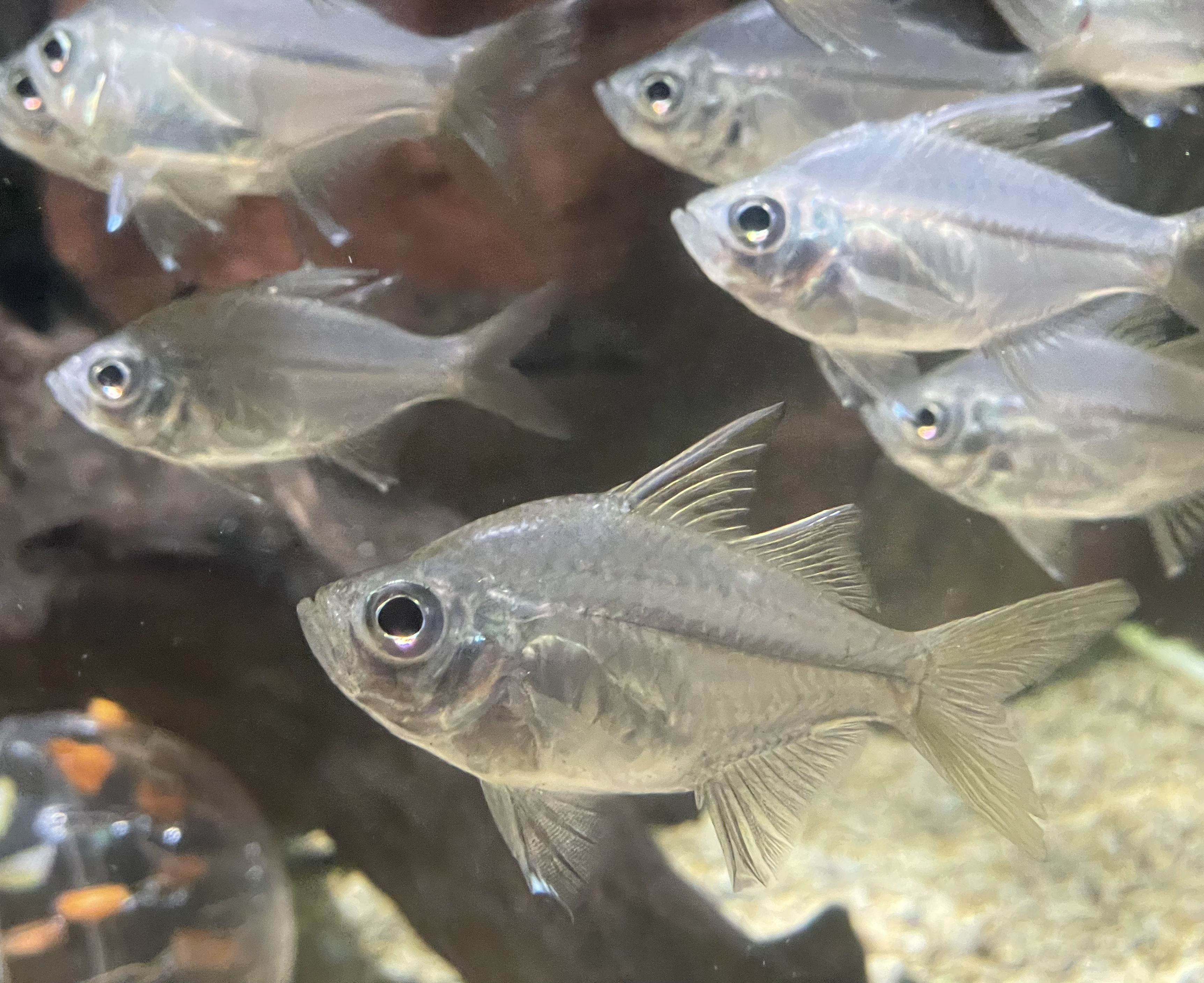
Ambassis agassizii

Até recentemente, esta ordem era restrita apenas aos salmonetes, mas estudos filogenéticos sustentam que os Ambassidae (anteriormente classificados como incertae sedis dentro dos Ovalentaria) são seus parentes mais próximos. Acredita-se que a ordem seja o grupo irmão dos Blenniiformes. Outros autores tratam essa ordem como um clado dentro de Blenniiformes expandido e também consideram que os Congrogadidae estão aliados ao clado das Mugilidae e Ambassidae.